# Dioecesis Aegypti

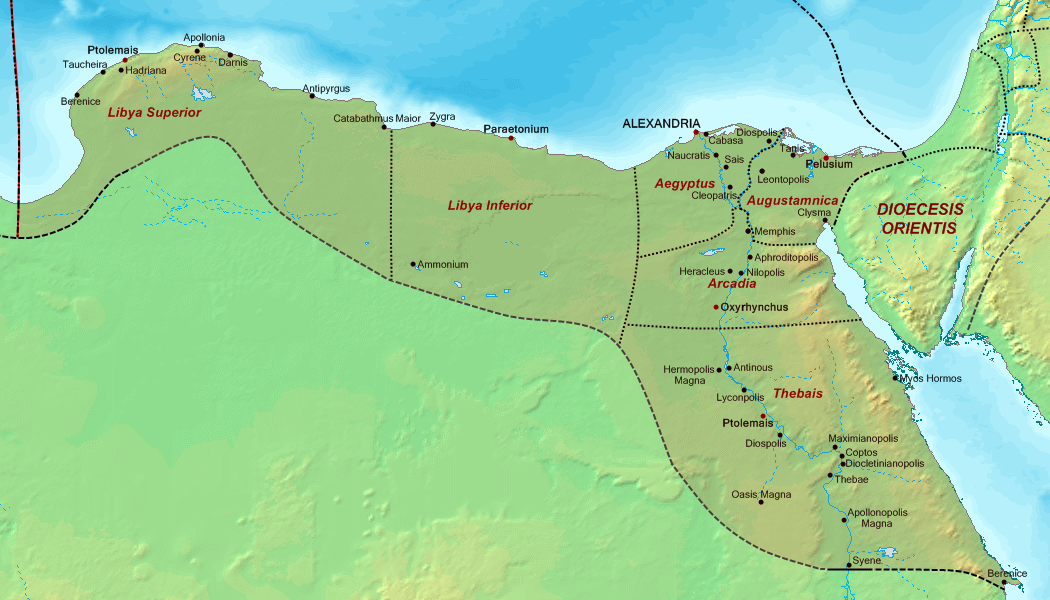
Karte der römischen Dioecesis Aegypti

Die Dioecesis Aegypti war eine spätantike Verwaltungseinheit (Dioecesis) des Römischen bzw. Oströmischen Reiches, die Ägypten und Teile des heutigen Libyen umfasste. Sie bestand von 380 bis 642 nach Christus. Hauptort war Alexandria.

## Gebietsstruktur
Die Dioecesis Aegypti umfasste folgende Provinzen:
- Aegyptus (im westlichen Nildelta), unter Leitung eines Praeses
- Augustamnica (im östlichen Nildelta), ursprünglich Aegyptus Herculia, unter Leitung eines corrector
- Arcadia aegypti (im Zentralraum), gegründet ca. 397, unter Leitung eines praeses
- Thebais (im Süden), unter Leitung eines praeses, später aufgeteilt in:
  - Thebais Superior
  - Thebais Inferior
- Libya inferior oder Libya Sicca, unter Leitung eines praeses
- Libya superior oder Pentapolis, unter Leitung eines praeses

## Geschichte
Die Diözesen als Verwaltungseinheit wurden von Kaiser Diokletian begründet. Der Leiter der Diözesen (und Provinzen) war der Vicarius, Stellvertreter des nach 312 aus dem militärischen Prätorianerpräfekten hervorgegangenen Zivilbeamten. Ägypten war ursprünglich keine eigene Diözese, sondern Teil der Dioecesis Orientis. Erst um das Jahr 380 wurde Ägypten zur eigenen Diözese unter der Leitung des praefectus Augustalis. Bereits bei der Reichsteilung von 395 wurde die Struktur der Diözesen geändert in vier Präfekturen, 15 Diözesen und 119 Provinzen. Die Diözese gehörte zu Ostrom und war ab diesem Zeitpunkt dem praefectus praetorio per Orientem unterstellt. Eine Reform der ägyptischen Verwaltung unter Kaiser Justinian I. beseitigte die wesentlichen Strukturen der Diözese und schuf stattdessen regionale Strukturen in den einzelnen Provinzen unter der Herrschaft des jeweiligen dux et augustalis. Im Jahr 619 ging Ägypten vorübergehend an die Sassaniden verloren. Kaiser Herakleios konnte die Provinz 629 für Ostrom zurückgewinnen. Seit 640 eroberten die Araber Ägypten; mit dem Fall Alexandrias 642 beginnt die islamische Geschichte Ägyptens.

## Praefecti Augustaliider Diözese
- Eutolmius Tatianus (367–370)
- Olympius Palladius (370–371)
- Aelius Palladius (371–374)
- Publius (ca. 376)
- Bassianus (ca. 379)
- Hadrianus (ca. 379)
- Iulianus (ca. 380)
- Antoninus (381–382)
- Palladius (382)
- Hypatius (383)
- Optatus (384)
- Florentius (384–386)
- Paulinus (386–387)
- Eusebius (387)
- Flavius Ulpius Erythrius (388)
- Alexander (388–390)
- Evagrius (391)
- Hypatius (392)
- Potamius (392)
- Orestes (415)
- Theognostus (ca. 482)[2]
- Petrus Marcellinus Felix Liberius (ca. 539–542)